# Як закохатися до Різдва
«Як закохатися до Різдва» (англ. How to Fall in Love by Christmas) — канадська романтична мелодрама 2023 року, знята режисером Майклом Кеннеді.

## Сюжет
Популярна письменниця, яка стала генеральним директором лайфстайл-бренду, шукає партнерів, щоб врятувати свою компанію. Щоб завоювати їхню прихильність, вона повинна написати колонку про закоханість до Різдва - з допомогою чарівного і вродливого фотографа.

## У ролях
| Актор           | Роль         |
| --------------- | ------------ |
| Тері Гетчер     | Нора Вінтерс |
| Ден Пейн        | Джек Пекстон |
| Шон Ахмед       | Макс         |
| Говард Хувер    | Джофрі       |
| Крістіан Коррао | Кайл         |